# Раслина
Раслина је насељено мјесто у Далмацији. Припада граду Шибенику, у Шибенско-книнској жупанији, Република Хрватска.

## Географија
Налази се на Прукљанском језеру, око 15 км сјеверозападно од Шибеника.

## Култура
У Раслини се налази римокатоличка црква Св. Миховил.

## Становништво
Према попису становништва из 2011. године, насеље Раслина је имало 567 становника.
| Демографија | Демографија | Демографија |
| Година      | Становника  | Становника  |
| ----------- | ----------- | ----------- |
| 1961.       | 591         |             |
| 1971.       | 612         |             |
| 1981.       | 565         |             |
| 1991.       | 667         |             |
| 2001.       | 575         |             |
| 2011.       |             | 567         |

## Попис 1991.
На попису становништва 1991. године, насељено место Раслина је имало 667 становника, следећег националног састава:
| Попис 1991.‍  | Попис 1991.‍  | Попис 1991.‍ | Попис 1991.‍ | Попис 1991.‍ |
| ------------ | ------------ | ----------- | ----------- | ----------- |
|              |              |             |             |             |
| Хрвати       | Хрвати       |             | 624         | 93,55%      |
| Срби         | Срби         |             | 29          | 4,34%       |
| Муслимани    | Муслимани    |             | 5           | 0,74%       |
| Мађари       | Мађари       |             | 2           | 0,29%       |
| Словенци     | Словенци     |             | 2           | 0,29%       |
| неопредељени | неопредељени |             | 3           | 0,44%       |
| непознато    | непознато    |             | 2           | 0,29%       |
| укупно: 667  |              |             |             |             |

## Презимена
- Рачуница — Православци, славе Св. Јована